# Pindaré (tiểu vùng)
Pindaré là một tiểu vùng thuộc bang Maranhão, Brasil. Tiều vùng này có diện tích 36001 km², dân số năm 2007 là 506845 người.